# Velluti e carte vetrate
(Velluti e carte vetrate)
Velluti e carte vetrate è un album della cantante italiana Dori Ghezzi, pubblicato nel 1987.

## Il disco
L'album, primo lavoro di Dori per la casa discografica Ricordi, esce dopo la presentazione al Festival di Sanremo 1987 del pezzo E non si finisce mai, che ottiene un buon successo come singolo. Altri brani estratti come singoli sono Cercarti e Vanità, presentati a varie manifestazioni canore di quell'anno. Tutti i pezzi dell'album, molto raffinati e curati negli arrangiamenti, sono stati scritti per la musica da Piero Cassano e per i testi da Adelio Cogliati.

## Tracce
Testi di Adelio Cogliati (tranne ove indicato diversamente), Claudia Ferrandi, musiche di Piero Cassano.
1. Solo un momento
2. E non si finisce mai
3. Donne senza età
4. Cercarti
5. Vanità
6. Mi manchi tu
7. Cosa voglio da te (testo: Adelio Cogliati, Claudia Ferrandi)
8. Velluti e carte vetrate

## Formazione
- Dori Ghezzi – voce
- Pier Michelatti – basso
- Lele Melotti – batteria, percussioni
- Giorgio Cocilovo – chitarra acustica, chitarra elettrica
- Fio Zanotti – tastiera, percussioni
- Sergio Fanni – tromba
- Nicola Calgari – sax
- Betty Villani, Mara Pacini, Sventola Conte Ubaldo degli Ubaldi, Adelio Cogliati, Piero Cassano, Massimiliano Pani, Moreno Ferrara, Silvio Pozzoli – cori